# Vukovići (Dobretići, BiH)
Vukovići su naseljeno mjesto u općini Dobretići, Federacija Bosne i Hercegovine, BiH.

## Zemljopis
Smješteno na jugoistočnom dijelu općine. Naseljeno mjesto čine Gornji i Donji Vukovići. Gornji Vukovići obuhvaćaju zaseoke Garića Vitovlje, Láva, Markovače, Kupljevine, Lazinu, Jelić, Stubo, a Donje Vukoviće čine Ovnovica, Selo te Pilina ravan. 

## Povijest
Vukovići su do prije rata bilo jedno od najbogatijih sela na području općine Dobretići. Većina stanovništva se bavila stočarstvom i zemljoradnjom. Poznato je da su neke obitelji u trenucima najvećeg blagostanja posjedovale i do 1000 grla ovaca te do stotinu krava. Način na koji je tolika stoka preživljavala poznat je u stručnoj literaturi kao transhumantno stočarstvo (sezonska seoba - zimi na planinama, ranije susjedni Vlašić, a u novije vrijeme Hrbina mjesto između Kupresa i Glamoča i planine Cincar i Vitorog u zapadnoj Bosni, a ljeti Posavina, Slavonija pa čak i Podravina). 
Ratom je cijelo selo opustošeno i spaljeno, a Vukovćani danas žive u dijaspori, no svakako najvećim dijelom u Hrvatskoj i Sloveniji.
Do potpisivanja Daytonskog mirovnog sporazuma bilo je u sastavu tadašnje općine Skender Vakuf (Kneževo) koja je ušla u sastav Republike Srpske.

## Stanovništvo

### 1991.
Nacionalni sastav stanovništva 1991. godine, bio je sljedeći:
ukupno: 405
- Hrvati - 400
- Srbi - 1
- ostali, nepoznati i neopredijeljeni - 4

### 2013.
Nacionalni sastav stanovništva 2013. godine, bio je sljedeći:
ukupno: 64
- Hrvati -  64